# Le Fœil
Le Fœil é uma comuna francesa na região administrativa da Bretanha, no departamento Côtes-d'Armor. Estende-se por uma área de 20,47 km². Em 2010 a comuna tinha 1 460 habitantes (densidade: 71,3 hab./km²).